# Tongaisches Imperium
Die Herrschaft der Tuʻi Tonga begann um das Jahr 950 und dauerte bis ins Jahr 1865. Der erste Tuʻi Tonga hieß Ahoeʻitu und der letzte Laufilitonga.
Im zwölften Jahrhundert waren Tongaer und ihr oberster Häuptling, der Tuʻi Tonga, im gesamten pazifischen Raum von Niue bis Tikopia (Santa-Cruz-Inseln) bekannt. Einige Historiker sprechen von einem Tongaischen Imperium, die Beschreibung als ein Netzwerk aus Seefahrern, Häuptlingen und Abenteurern trifft den Zustand aber wohl besser. Im 15. Jahrhundert und dann im 17. Jahrhundert brachen jedoch Bürgerkriege aus, die die Herrschaft der Tuʻi Tonga wohl schwächten.

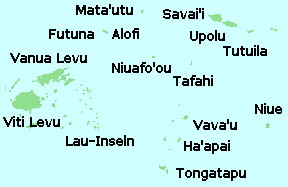
Inseln im Einflussbereich des Tongaischen Imperiums

## Aufbau der Gesellschaft
In der tongaischen Gesellschaft gab es drei oberste Ränge: Tuʻi Tonga, Tuʻi Haʻa Takalaua und Tuʻi Kanokopolu. Im 15. Jahrhundert teilte Tuʻi Tonga Kauʻ-uluʻ-fonua die spirituelle und säkulare Macht auf. Der Tuʻi Haʻa Takalaua wurde der säkulare Führer Tongas, bis der Titel am 10. Mai 1799 erlosch. Auch dieser gab einen Teil seiner Autorität weiter, als er um das Jahr 1600 den Titel des Tuʻi Kanokopolu schuf. Der Titel des Tuʻi Tonga erlosch mit dem Tode von Laufilitonga am 9. Dezember 1865. Anschließend gab es eine nach britischem Vorbild geschaffene Verfassung mit einem König. Er nannte sich King George Tupou I.
Die älteste Schwester des Tuʻi Tonga hatte den Titel: Tuʻi Tonga Fefine.
Neben dieser Königsfamilie gab es noch 33 vermögende Adelsfamilien und viele landlose Menschen, die bis zur Schaffung der Verfassung von 1875 Leibeigene waren.

## Das Militär
In einem Inselreich braucht man Schiffe, um Macht über mehrere Inseln ausüben zu können. Da die Entfernungen zwischen den polynesischen Inseln oft mehrere hundert Kilometer betragen, müssen die Schiffe hochseetüchtig und tauglich für mehrere Wochen Überfahrt sein. Die größten derartigen Schiffe waren die bis zu 20 Knoten schnellen camakau und drua (Auslegerkanu), die bis zu 300 Krieger transportieren konnten. Eines der letzten, noch von Europäern gesehenen Drua war die Ra Marama, gebaut vor dem Jahr 1850 für König George Tupou I. in Fidschi mit einem 18 m langen Mast und einer Länge von 30 m.

## Die Inseln

### Tongatapu

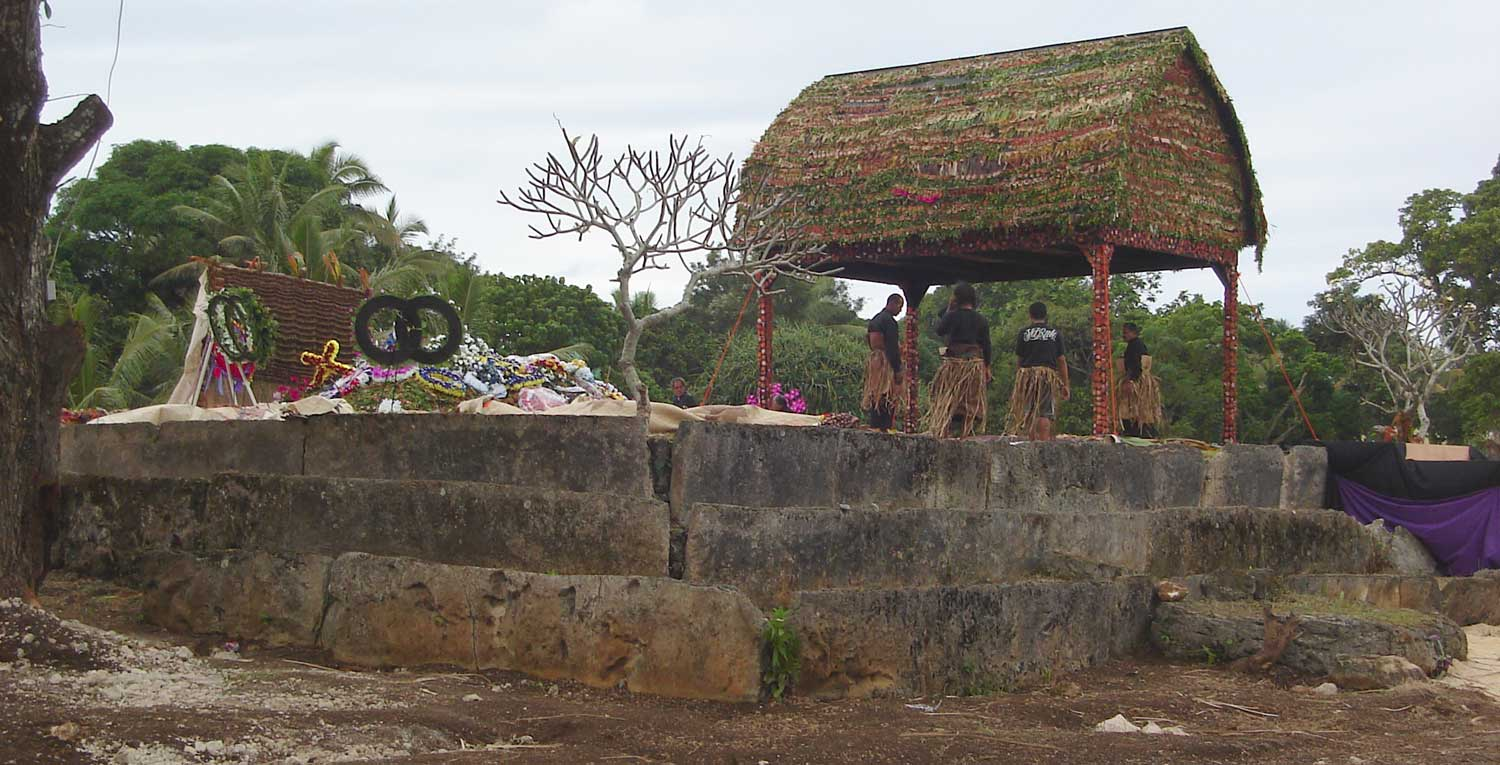
Langi Namoala, Muʻa

Toloa war die erste Hauptstadt, die auf dem Gebiet der heutigen Stadt Fuaʻamotu an der Südküste Tongatapu lag. Als Gründer wird der mythische erste Tuʻi Tonga ʻAhoʻeitu oder Ahoeitu angesehen, der um ca. 950 lebte.
Die zweite Hauptstadt war Heketa an der Küste im Nordosten der Insel mit dem Haʻamonga ʻA Maui. Dieser steinerne Torbogen soll der Eingang zum damaligen königlichen Wohnsitz gewesen sein.
Das neue Zentrum soll vom neunten Tuʻi Tonga ʻAfulunga oder seinem Nachfolger dem Tuʻi Tonga Momo (ca. 1150) erbaut worden sein.
Die dritte Hauptstadt existiert heute noch unter dem Namen Muʻa. Sie liegt im Osten der Insel an der westlichen Küste zur Fangakakau-Lagune. Sie soll durch den zwölften Tuʻi Tonga Talaʻatama um ca. 1220 entstanden sein und blieb Herrschersitz bis ins 19. Jahrhundert. Im Jahr 1851 wurde die Stadt Nukuʻalofa Sitz des heutigen tonganischen Herrscherhauses.
In Muʻa hatten die drei mächtigsten Adeligen Tongas eigene Gebäudekomplexe: das Olotele des Tuʻi Tonga, das Fonuamotu des Tuʻi Haʻa Takalaua und das Langakali des Tuʻi Kanokopolu. Jeder Komplex bestand aus dem Gebäude des Tuʻi, Häuser der Bediensteten und einem Versammlungsraum, die um einen freien, mit Gras bewachsenen Platz angeordnet waren. Dies war die Situation auf Tongatapu, die James Cook 1777 vorfand.
Des Weiteren gibt es noch verlandete Gräben und mit Steinen befestigte Grabhügel. Diese unterschieden sich je nach der sozialen Stellung des Verstorbenen. Grabhügel der Unter- und Mittelschicht hießen Tanuanga und Häuptlingsgräber hießen Faitoka. Die königlichen Gräber der Tuʻi Tongas hießen Langi und die der Tuʻi Haʻa Takalaua und der Tuʻi Kanokopolu malaʻe. In Muʻa sind heute mehr als 20 Ruinen dieser königlichen Gräber zu sehen, die von einfachen Erdaufschüttungen bis zu Steinbauten reichen.
Außerhalb von Muʻa kann man auch Erdhügel für die Taubenjagd finden und mit dem Haʻamonga ʻA Maui Torbogen in der Nähe der zweiten Hauptstadt Heketa zeigt sich wiederum ein gänzlich anderer Baustil als in Muʻa.
Die von James Cook beschriebene Hauptstadt Tongas wurde nur wenige Jahre nach seiner Reise 1777 durch heftige Bürgerkämpfe erschüttert. Die bis dahin vorherrschende aufgelockerte Bebauung verschwand und stattdessen entstanden in ganz Tonga hinter Befestigungsanlagen versteckte Dörfer. Dies waren mit Palisaden bewehrte Erdaufschüttungen mit einem Graben. Der Eingang war oft mit einem Erdwall oder einer Fallgrube einige Meter davor zum Schutz versehen. Auch Muʻa hat Reste einer solchen Befestigungsanlage, doch es ist nicht bekannt aus welcher Zeit sie stammt.

### Vavaʻu
Dank der relativen Größe und der großen Entfernung der Inselgruppe Vavaʻu zu Tongatapu waren die dortigen Herrscher zwar formal immer Abhängige, aber in der Praxis konnten sie sehr selbstbestimmt handeln.
Der 14. Tuʻi Konokupolo Finau Tukuʻaho wurde am 21. April 1799 vom Vavaʻu-Herrscher Finau-ʻUlukalala getötet und ein Bürgerkrieg brach aus, der bis zur Einigung Tongas unter König George Tupou I. 1852 dauern sollte.

### Savaiʻi
Bekannt ist, dass in der Zeit von 950 bis 1250 die Insel von Tonganern beherrscht wurde.
Auf der Insel Savaiʻi in Samoa existiert ein Steinhügel (Pulemelei), mit Maßen um 60 mal 60 Metern und zwischen 5 und 12 m hoch. Die Entstehung der Anlage wird auf die Zeit von 1000 bis 1600 geschätzt. Daneben gibt es noch weitere Anlagen und Funde von Töpferware und Steinwerkzeuge. Ob die Hügel zur Taubenjagd dienten oder einen anderen Zweck erfüllten, kann heute noch nicht beantwortet werden, doch die Ähnlichkeit zu kleineren Anlagen auf Tonga zeigt die kulturelle Verbindung.

### Viti Levu und Vanua Levu
Wahrscheinlich wurden die beiden großen Fidschi-Inseln Viti Levu und Vanua Levu niemals von Tonga aus beherrscht, aber es bestanden wichtige Handelsbeziehungen. So bezogen die tongaischen Herrscher ihre Kriegsschiffe von dort, weil es auf Tonga nicht die dafür nötigen großen Bäume gab. Andererseits ist zu vermuten, dass die Lau-Inseln, etwa in der Mitte zwischen Tonga und den beiden großen Inseln gelegen, zeitweise von Tongatapu aus beherrscht wurden. Als James Cook auf Tonga war, sah er dort Besucher aus Fidschi. Auch soll es verwandtschaftliche Beziehungen des tongaischen Adels nach Fidschi gegeben haben.

## Kontakt mit europäischen Seefahrern
Zu diesem Zeitpunkt kam es zu ersten Kontakten mit Europäern: 1616 mit den holländischen Entdeckern Willem Schouten und Jakob Le Maire (die einen Tongaer in der Nähe von Niuatoputapu auf einem Segelboot erschossen), 1643 mit Abel Tasman (der ein wenig Handel mit den Einheimischen trieb), aber vor allem 1773 mit James Cook, der dort als erster Europäer Fuß an Land setzte und noch zweimal wiederkam (1774 und 1777). 1781 erreichte Francisco Maurelle Vavaʻu. Erste Missionare folgten zwanzig Jahre später, eine wichtige Rolle sollte der Methodist Walter Lawrey spielen, der aber erst 1822 nach Tonga kam.

## Königreich Tonga
Die tongaischen Stammesfehden auf allen Inseln von 1799 bis 1852 endeten durch die Einigung Tongas unter Siaosi Taufaʻahau Tupou. Er vereinte alle Inseln Tongas zum ältesten polynesischen Königreich, dem Königreich Tonga. Als am 9. Dezember 1865 der Tuʻi Tonga Laufilitonga ohne Erbe starb, gab es keinen ebenbürtigen Rivalen um die Macht mehr und so wurde die tongaische Verfassung am 16. September 1875 vom König nach britischem Vorbild erlassen.